# Obsil
Obsil, progetto di Giulio Aldinucci (Siena, 1981), è un compositore italiano di musica contemporanea.
Sebbene la sua ricerca musicale sia focalizzata principalmente sulla musica elettronica, compone anche musica per strumenti acustici.
La parola "Obsil" sta per observing silence.
I suoi due primi album, Points (2006) e Distances (2009), sono editi su cd dalla Disasters by Choice, una delle etichette italiane più importanti per la musica elettroacustica, ambient e sperimentale.
Ad aprile 2011 l'etichetta irlandese Psychonavigation Records ha pubblicato Vicino, il suo terzo album su cd.

## Discografia

### Album
- 2006 - Points (Disasters by Choice Records)
- 2009 - Distances (Disasters by Choice Records)
- 2011 - Vicino (Psychonavigation Records)

### Collaborazioni
- 2009 - AA.VV. - Italian Plays (Grey Sparkle)[7]

### Compilation(solo tracce inedite)
- 2011 - AA.VV. - The Wire Tapper 25 CD (The Wire)
- 2010 - AA.VV. - Con fuoco d'occhi un nostalgico lupo (Lost Children Net Label)[8]
- 2010 - AA.VV. - Hush Noise (Inglorious Ocean)[9]
- 2011 - AA.VV. - Underwater Noises CDr and digital (Ephre Imprint)[10]

### Remix
- 2008 - Pcc - Manzotin Mantra 12" vinyl (MCL, Misty Circles)
- 2010 - ME:MO - Acoustic View CD (Disasters by Choice Records)